# بيل غلين (رائد أعمال)
بيل غلين (بالإنجليزية: Billy Glynn)‏ هو رائد أعمال أمريكي، ولد في 1968.